# Сабуров, Богдан Юрьевич
Богдан Юрьевич Сабуров (? — 1598) — русский военный деятель, боярин и воевода в царствование Ивана Грозного и Фёдора Ивановича.

## Биография
Ходил 1-м головой с Передовым полком в Ливонию (1556), 2-й воевода полка правой руки в походе к Юрьеву (1558). Один из голов в Большом полку в царском походе в Ливонию (1559). Первый воевода на Себеже (1564). Выдал свою дочь Евдокию за царевича Ивана Ивановича и сразу же получил чин боярина (1571). Ходил из Казани с передовым полком против восставших луговых черемисов (1573).
Воевода в Свияжске (1574), Чебоксарах (1575—1576), Казани (1579), Свияжске (1581—1582), 1-й воевода в Казани, в остроге (1582—1584), Смоленске (1586—1587).
Присутствовал в Грановитой палате на приёме австрийского посла Авраама, бургграфа Донавского (1597).
Подписался под грамотой об избрании на престол Бориса Годунова (1598).

## Семья
Жена: Аксинья Александровна урождённая Волынская — дочь Александра Андреевича Волынского, вотчинница Рузского уезда.
Сыновья:
1. Михаил Богданович Сабуров
2. Иван Богданович Сабуров

Дочери:
1. Евдокия Богдановна — первая жена царевича Иоанна Иоанновича, после развода была пострижена в иноческий сан и далее была известна как инокиня Александра († 1620).
2. Домна Богдановна Ноготкова — тётка Ксении Годуновой.